# José Alarcón Pina
José María Fabián Alarcón Pina (Monóvar, Alicante, 11 de junio de 1911-Madrid, 1999), fue un escultor español. Vivió y ejerció su obra en Madrid. Destacó, sobre todo, en la talla de madera, realizando multitud de tallas de carácter religioso. Destaca en su estilo la huida de la tradicional escuela castellana, caracterizada por sus grandes derramamientos de sangre, acentuando la serenidad y calma de sus imágenes.